# Lepidagathis rigida
Lepidagathis rigida är en akantusväxtart som beskrevs av Dalz.. Lepidagathis rigida ingår i släktet Lepidagathis och familjen akantusväxter. Inga underarter finns listade i Catalogue of Life.